# Малахи (Красноармейская волость)
Малахи — деревня в Себежском районе Псковской области России. Входит в состав Красноармейской волости.

## География
Находится на юго-западе региона, в северной части района, в лесной местности у реки Шевянка, вблизи деревни Полозово.
Уличная сеть не развита.

## История
В 1802—1924 годах земли поселения входили в Себежский уезд Витебской губернии.
В 1941—1944 гг. местность находилась под фашистской оккупацией войсками Гитлеровской Германии.
До 1995 года деревня входила в Красноармейский сельсовет. Постановлением Псковского областного Собрания депутатов от 26 января 1995 года все сельсоветы в Псковской области были переименованы в волости и деревня стала частью Красноармейской волости.

## Население
| 2001 | 2002 | 2010 |
| ---- | ---- | ---- |
| 14   | ↗16  | ↘4   |

Согласно результатам переписи 2002 года, в национальной структуре населения русские составляли 94 % от общей численности в 16 чел..

## Инфраструктура
Личное подсобное хозяйство.

## Транспорт
К деревне подходит автомобильная дорога общего пользования местного значения «Исаково — Малахи»	(идентификационный номер 58-254-830 ОП МП 58Н-108), протяжённостью 6,9 км и
отходит местная дорога «Малахи — Полозово» (идентификационный номер 58-254-830 ОП МП 58Н-100), протяжённостью 2,2 км.